# برت مرلی
برت مرلی (به انگلیسی: Bert Morley) بازیکن فوتبال زادهٔ ۱ اکتبر ۱۸۸۲ اهل کشور انگلستان بود که سابقهٔ بازی در تیم ملی فوتبال انگلستان را در کارنامهٔ خود دارد. وی در تاریخ ۱۲ فوریه ۱۹۱۰ تنها بازی ملی خود را در مقابل تیم ملی فوتبال ایرلند انجام داد.